# Código de Gray
O código de Gray é um sistema de código binário inventado por Frank Gray. O código é não ponderado onde de um número para outro apenas um bit varia. Este sistema de codificação surgiu quando os circuitos lógicos digitais se realizavam com válvulas termoiônicas  e dispositivos eletromecânicos. Os contadores necessitavam de potências muito elevadas e geravam ruído quando vários bits modificavam-se simultaneamente. O uso do código Gray garantiu que qualquer mudança variaria apenas um bit.
Atualmente o código Gray é utilizado em sistemas sequenciais mediante o uso dos Mapas de Karnaugh, já que o princípio do desenho de buscar transições mais simples e rápidas segue vigente, apesar de que os problemas de ruído e potência tenham sido reduzidos.
| Código decimal | Código Binário | Código Gray |
| -------------- | -------------- | ----------- |
| 0              | 0000           | 0000        |
| 1              | 0001           | 0001        |
| 2              | 0010           | 0011        |
| 3              | 0011           | 0010        |
| 4              | 0100           | 0110        |
| 5              | 0101           | 0111        |
| 6              | 0110           | 0101        |
| 7              | 0111           | 0100        |
| 8              | 1000           | 1100        |
| 9              | 1001           | 1101        |
| 10             | 1010           | 1111        |
| 11             | 1011           | 1110        |
| 12             | 1100           | 1010        |
| 13             | 1101           | 1011        |
| 14             | 1110           | 1001        |
| 15             | 1111           | 1000        |

## Propriedades
- Palavras adjacentes variam apenas 1 bit
- Cíclico
- Reflectido
- Bit mais significativo é igual ao código binário natural

## Método tabular de conversão
A maneira mais fácil de construir a tabela de conversão base 10 para gray é usar um espelho. Começando no bit de índice 0, escrevemos o bit 0 e 1. Em seguida, aplicamos um espelho ao conjunto {01}, ficando o bit 0 com a seguinte ordenação {0110}. Agora, a primeira metade dos bits do índice 1 tomam o valor 0, e a outra metade o valor 1.  O bit seguinte obtém-se aplicando o 'espelho' a todos os bits anteriores.

12300

## Método algébrico de conversão
O método de obtenção do código Gray só é útil para comprimentos de palavra de 3/4 bits.
Assim, torna-se necessário obter uma equação algébrica que converta de números binários para Gray e vice-versa. Tais equações podem ser deduzidas usando os Mapas de Kargnaugh para 4 bits e observar o padrão.
{\displaystyle B_{n}=G_{n}\oplus G_{(n+1)}\oplus G_{(n+1)}\oplus ...G_{(N-1)}}
Conversão de código binário para código  gray de N bits
{\displaystyle G_{n}=B_{n}\oplus G_{(n+1)}comn+1<=N-1}